# 土瓦镇区
土瓦镇区為緬甸德林達依省土瓦縣下辖的一个鎮區。2014年人口146,964人，區域面積6,829.3平方公里。該鎮區下分82個村莊。土瓦為該鎮區之首府。